# Embletonia pulchra
Embletonia pulchra är en snäckart som först beskrevs av Joshua Alder och Hancock 1944. Enligt Catalogue of Life ingår Embletonia pulchra i släktet Embletonia och familjen Tergipedidae, men enligt Dyntaxa är tillhörigheten istället släktet Embletonia och familjen Embletoniidae. Arten är reproducerande i Sverige. Inga underarter finns listade i Catalogue of Life.